# Limonium insigne
Limonium insigne är en triftväxtart som först beskrevs av Ernest Saint-Charles Cosson, och fick sitt nu gällande namn av Carl Ernst Otto Kuntze. Limonium insigne ingår i släktet rispar, och familjen triftväxter. Inga underarter finns listade i Catalogue of Life.

## Bildgalleri

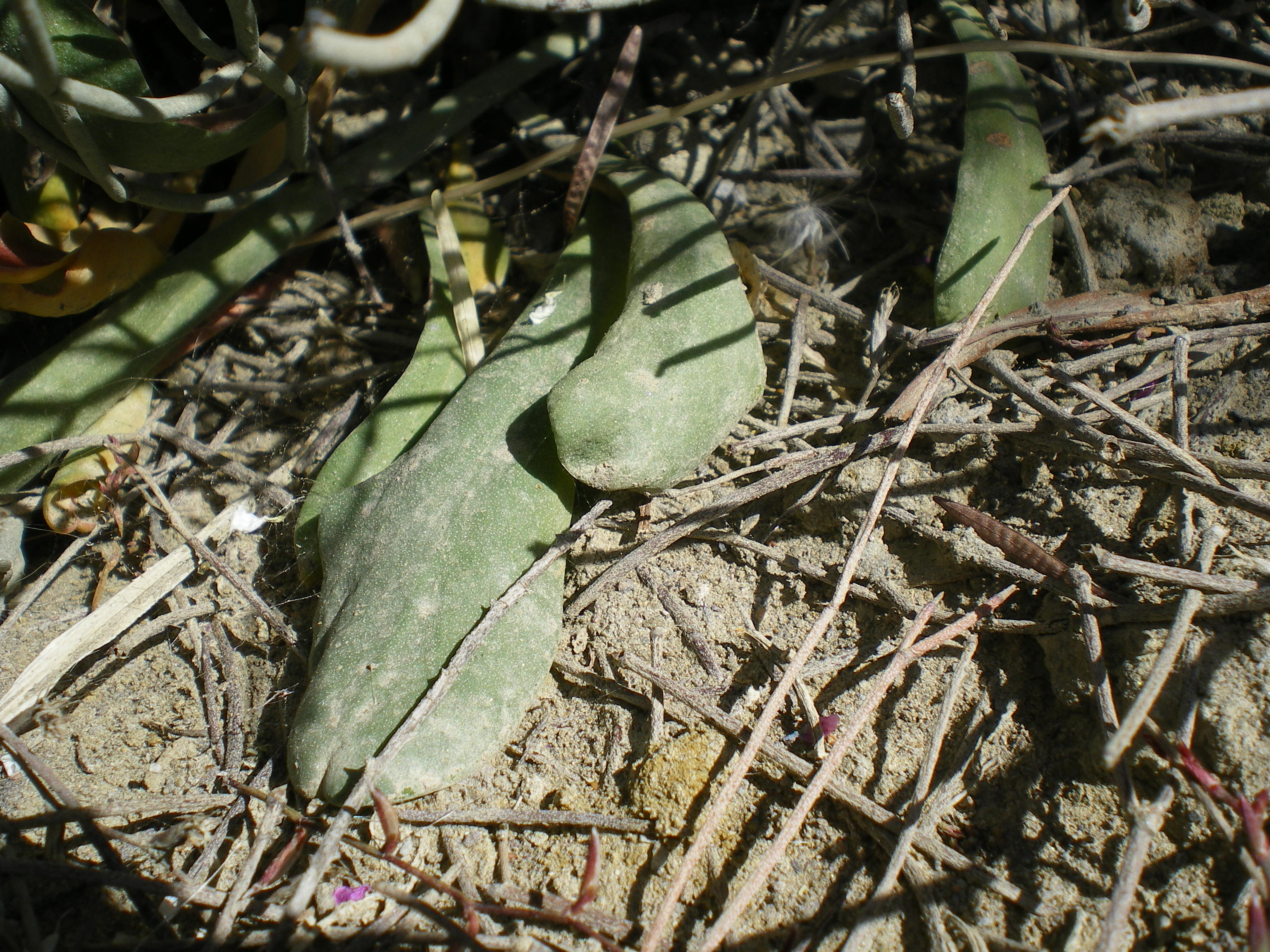
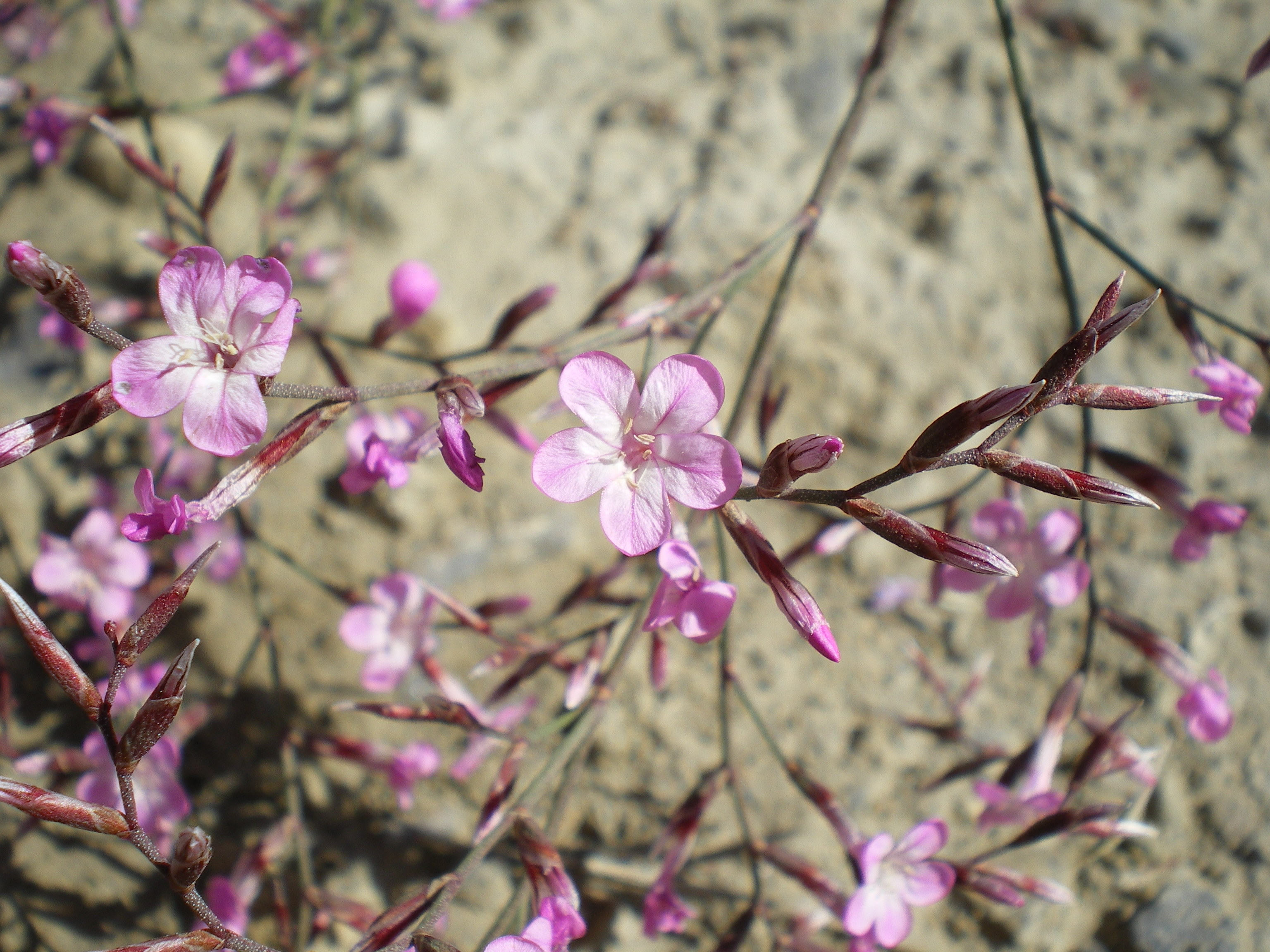
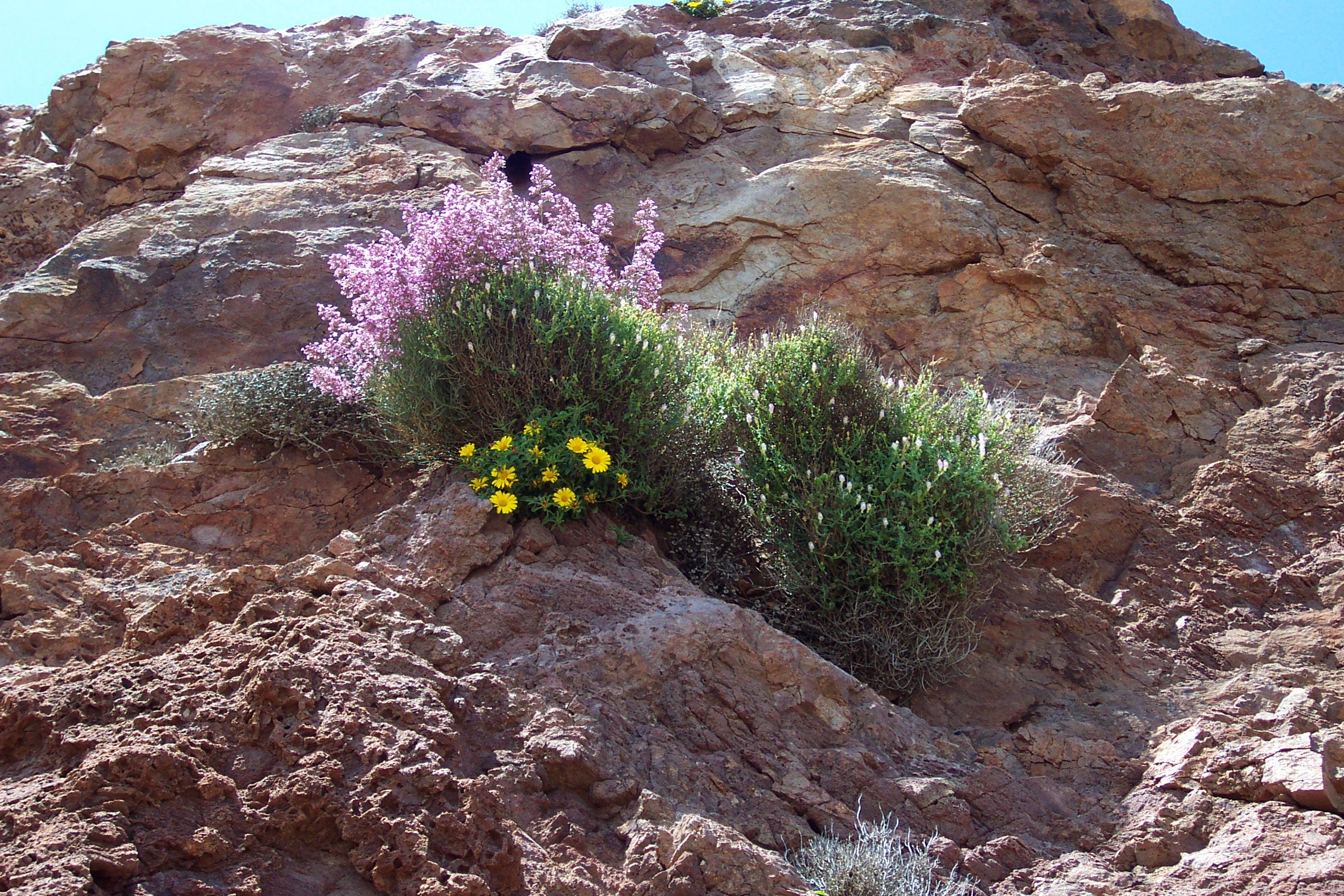
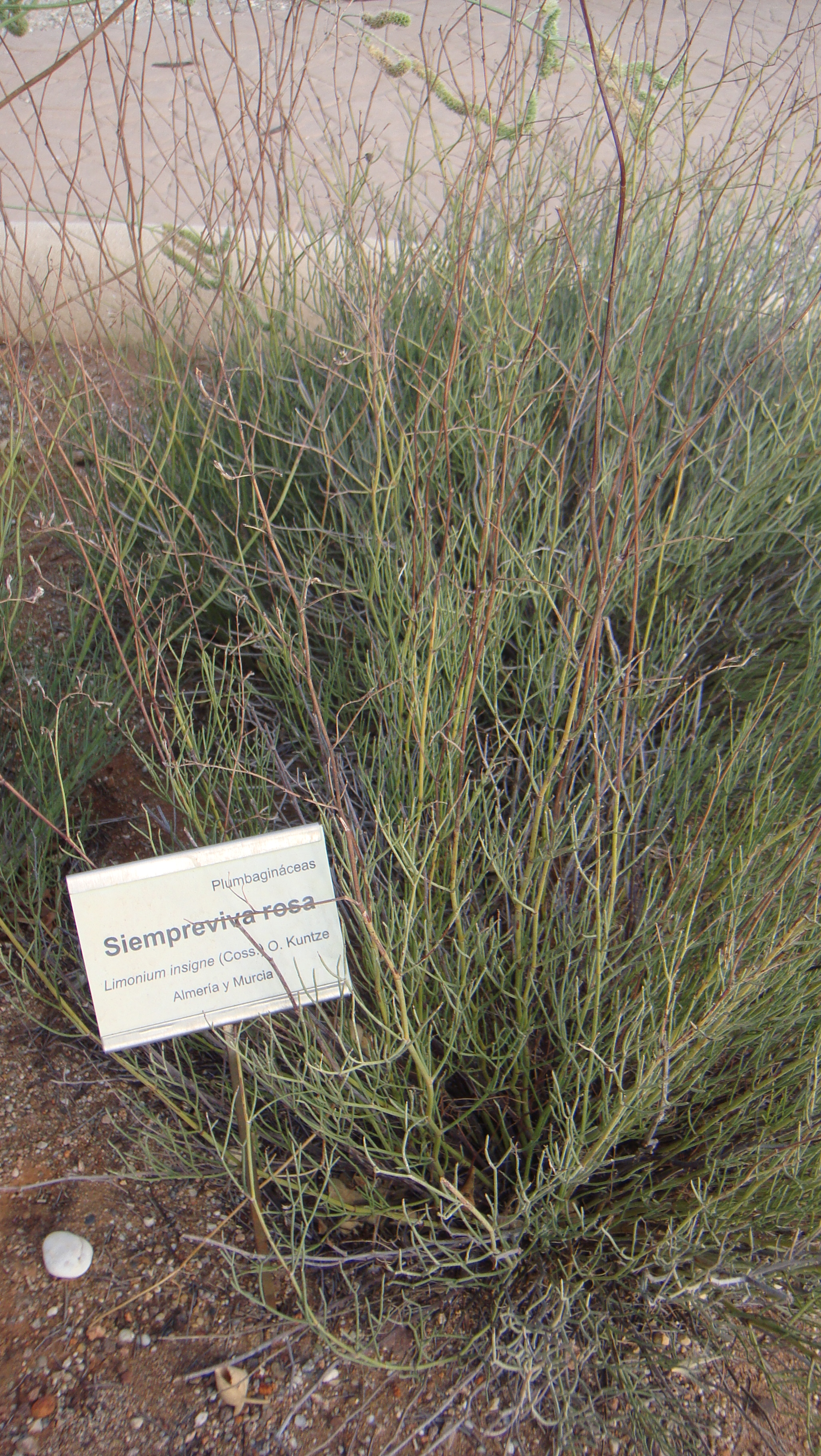
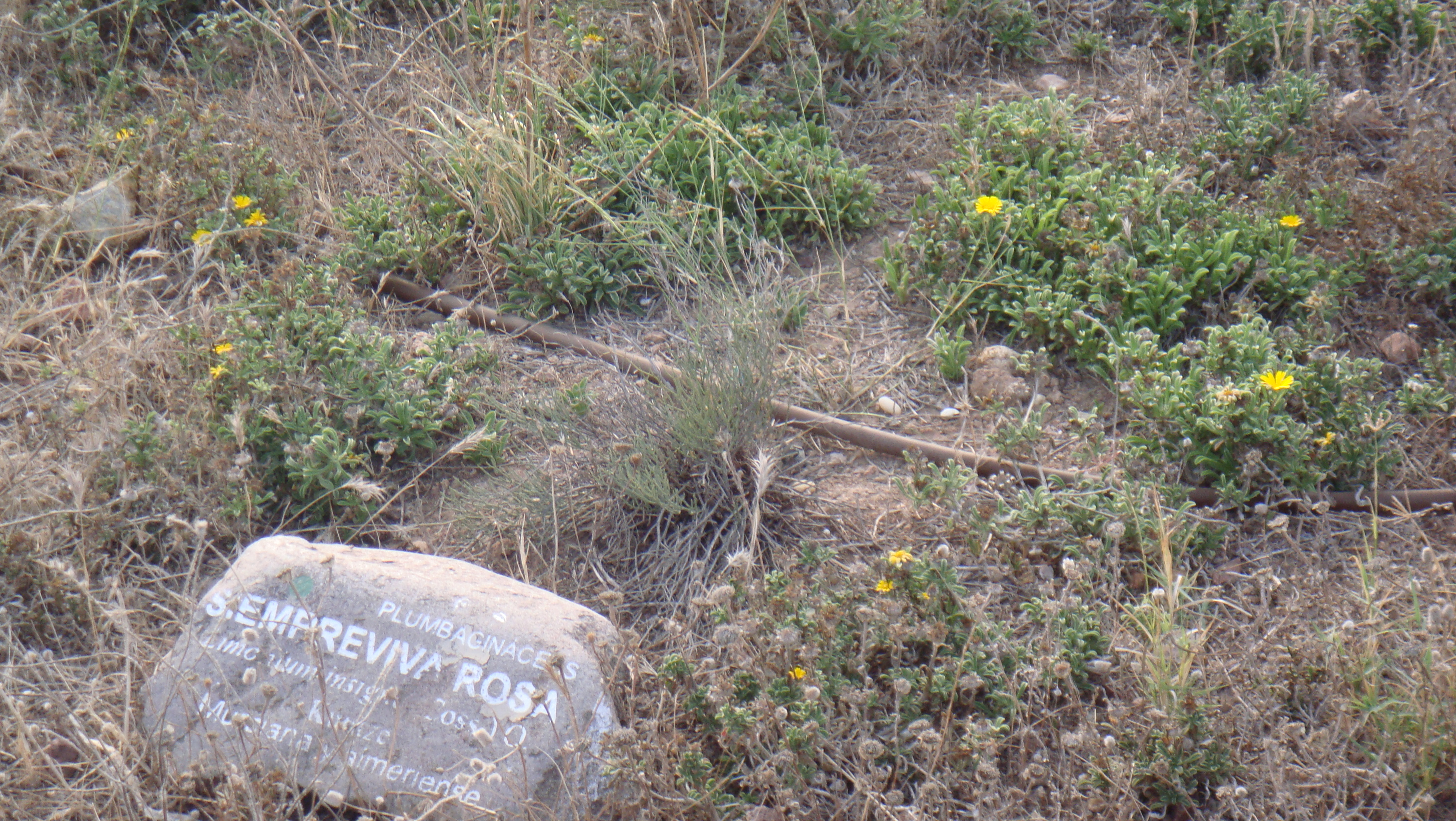
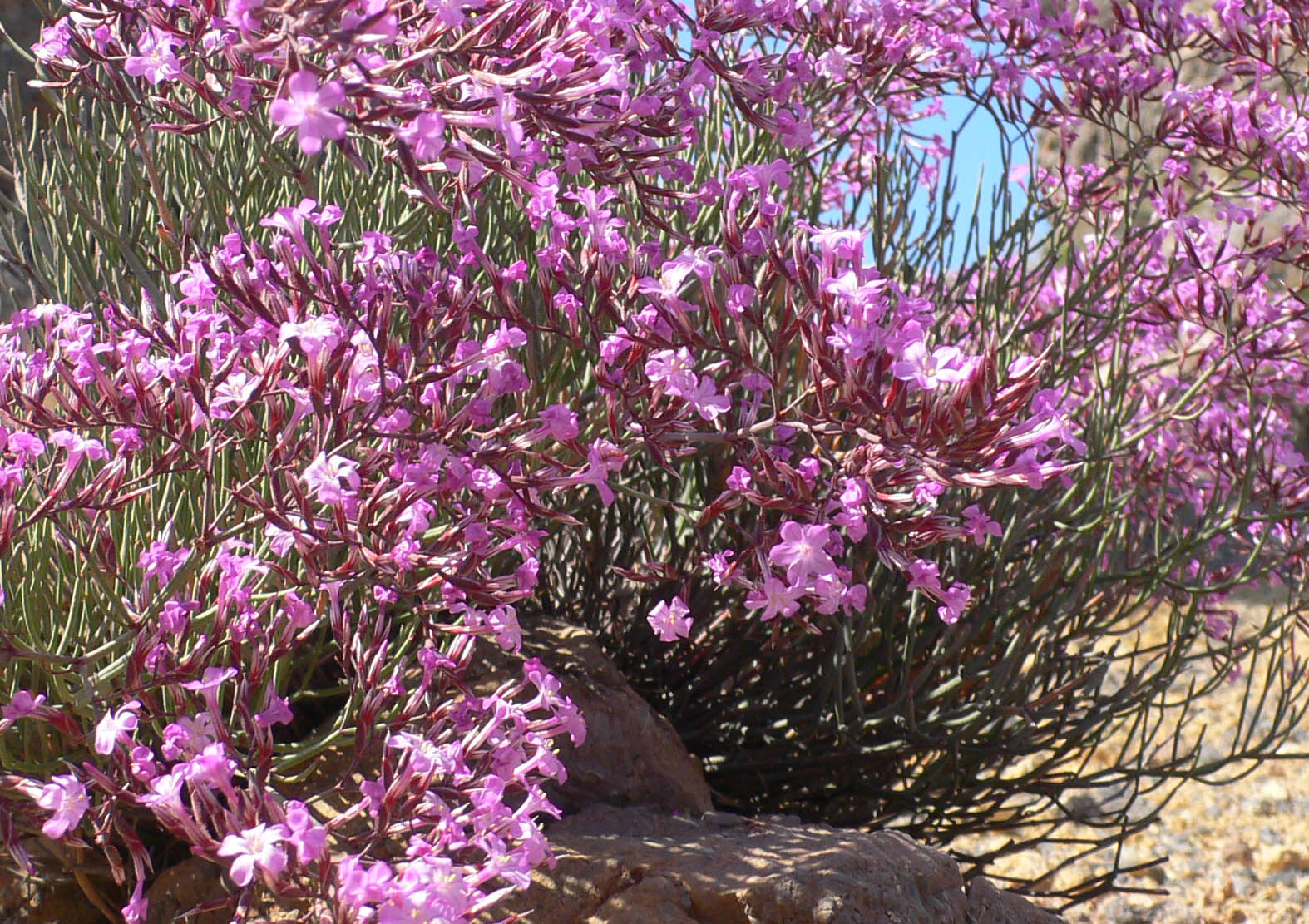